# Camilla (film, 1954)
Pour les articles homonymes, voir Camilla.
Pour plus de détails, voir Fiche technique et Distribution.
Camilla est un film franco-italien réalisé par Luciano Emmer et sorti en 1954.

## Synopsis
Camilla est une femme de campagne travaillant comme bonne d'une famille romaine composée d'un médecin, son épouse et deux enfants. Le médecin confronté aux diverses tentations quotidiennes résiste à celles-ci, comme s'il était protégé par Camilla qui reste présente malgré ses envies incessantes de retourner dans sa campagne natale.

## Fiche technique
- Titre : Camilla
- Réalisation : Luciano Emmer
- Scénario : Luciano Emmer, Ennio Flaiano et Rodolfo Sonego
- Photographie : Gábor Pogány
- Montage : Jolanda Benvenuti
- Musique : Carlo Innocenzi et Roman Vlad
- Production : Vides Cinematografica - Cormoran Films
- Pays :  Italie -  France
- Durée : 90 minutes
- Date de sortie : Italie - 24 novembre 1954

## Distribution
- Gabriele Ferzetti : Mario Rossetti
- Luciana Angiolillo : Giovanna Rossetti
- Franco Fabrizi : Gianni Rinaldi
- Irène Tunc : Donatella
- Gina Busin : Camilla
- Giovanna Cigoli (it) : mère de Giovanna